# Boreham
Boreham – wieś i civil parish w Anglii, w hrabstwie Essex, w dystrykcie Chelmsford. Leży 6 km na północny wschód od miasta Chelmsford i 55 km na północny wschód od Londynu. W 2011 roku civil parish liczyła 3597 mieszkańców. Boreham jest wspomniana w Domesday Book (1086) jako Borham.